# キング・クルール (ミュージシャン)
アーチー・イヴァン・マーシャル（英語：Archy Ivan Marshall）は、イングランドのミュージシャンである。キング・クルール（King Krule)の名で知られる。アーティスト名「King Krule」について、日本語メディアにおいては、「キング・クルール」のほか、「キング・クルー」、「キング・クルエル」など表記ゆれが見られる。

## 来歴
1994年に南ロンドンの都市サザークに生まれ、高校時代には長年コラボレーターとして活動を共にするジェイミー・アイザックと出会い、「ズー・キッド」の名で2枚のシングルを出す。2011年には、フランスのイエールで開催された音楽フェスティバルにおいて、アーティスト名を現在の「キング・クルール」に変更する。この名前はゲームタイトル『スーパードンキーコング』に登場する同名のキャラクターからとったものと誤解されることもあるが、本人はエルヴィス・プレスリーの映画『キング・クレオール』からとったものと説明している。
2012年9月には、BBCによる『Sound of 2013』に選出される。
2013年8月、デビューアルバムである『6 Feet Beneath the Moon』を発表。半分以上のトラックは今までのEPに収録されたものであった。このアルバムがアメリカで評価され、同年の『コナン』や『レイト・ショー・ウィズ・デイヴィッド・レターマン』への出演を果たす。
2014年2月にはYouTubeに投稿された『"A Lizard State』のミュージック・ビデオが80万再生を突破した。
2015年にはアーチ―・マーシャル名義で『 A New Place 2 Drown』を発表。この作品においては実の兄弟であるジャック・マーシャルと協力し、曲の他にもビジュアル・ブックやドキュメンタリーも付随している。
2017年10月13日、サードアルバム『The Ooz』を発表。このアルバムが非常に高い評価を受け、ピッチフォーク・メディアでは9.0点の高得点を獲得した上
、2017年のベスト・ロック・アルバム、2017年のベスト・アルバムにおいても3位になった
。
2020年2月21日、キング・クルールは4thアルバム『Man Alive!』をリリース。アルバム発表前には先行シングル「(Don’t Let the Dragon) Draag On」「Alone, Omen 3」「Cellular」の3曲をリリースした。

## 音楽的特徴
パンク・ジャズやフュージョン、トリップ・ホップなど様々なジャンルを包交した音楽性はモリッシーやエドウィン・コリンズに高く評価されている。
本人はエルヴィス・プレスリーの他、ジーン・ヴィンセント、ジョセフ・K、J・ディラ、フェラ・クティ、アズテック・カメラなどの影響を示唆している。また、彼の音楽への目覚めはピクシーズやザ・リバティーンズであったと語っている。

## ディスコグラフィ

### アルバム
- 2013年 6 Feet Beneath the Moon
- 2015年 A New Place 2 Drown (Archy Marshall名義）
- 2017年 The Ooz
- 2020年 Man Alive!
- 2023年 Space Heavy

### EP
- 2010年 U.F.O.W.A.V.E. (self-released; as Zoo Kid)
- 2010年 Out Getting Ribs/Has This Hit 7" – single (House Anxiety Records; as Zoo Kid)
- 2011年 King Krule EP (True Panther)
- 2012年 Rock Bottom/Octopus 12" single (Rinse)